# Mediosetiger microcephala
Mediosetiger microcephala là một loài ruồi trong họ Tachinidae.